# 함자 라피아
함자 라피아(아랍어: حمزة رفيعة, 프랑스어: Hamza Rafia, 1999년 4월 2일 ~ )는 현재 이탈리아 세리에 A의 레체와 튀니지 국가대표팀에서 공격형 미드필더로 활약하고 있는 튀니지의 프로 축구 선수이다.
튀니지에서 태어난 라피아는 처음에 프랑스 청소년 국가대표로 데뷔하였고, 2019년 튀니지 성인 국가대표로 데뷔하였다.

## 어린 시절
1999년 4월 22일, 튀니지의 칼라트에스세남에서 태어난 라피아는 어린 시절 프랑스로 건너가 브홍 테라일리온, 브홍 그랑리옹, 그리고 리옹의 유소년 팀에서 활약했다.

## 구단 경력

### 리옹 B
유소년 시스템을 거쳐, 라피아는 프랑스 축구의 4부 리그인 샹피오나 나시오날 2에서 리옹의 리저브 팀에서 활약했다. 그는 2015-16 시즌에 2016년 5월 28일, 4-3으로 패한 물랭 위저레 푸트와의 안방 경기에서 데뷔 전을 치렀다. 그의 리옹 B에서의 첫 골은 2018-19 시즌에 8월 18일, 모나코 B와의 경기에서 5-2 승리를 도왔다. 라피아는 시즌 동안 18개의 리그 경기에서 5골을 넣었다. 4시즌 동안, 그는 26경기에서 5골을 넣었다.

### 유벤투스
2021년 1월 13일, 라피아는 제노아와의 코파 이탈리아 경기에서 77분 교체 투입되며 유벤투스 성인 무대 데뷔 전을 치렀고, 그는 104분에 득점을 하여 연장전 끝에 유벤투스의 3-2 승리를 도왔다.

### 페스카라
2023년 1월 27일, 라피아는 세리에 C의 페스카라와 2.5년 계약을 체결했다.

### 레체
2023년 7월 18일, 라피아는 세리에 A 클럽 [[US 레체|레체]와 3년 계약을 체결했다. 그는 2023년 8월 20일 라치오와의 시즌 개막전에서 1군 데뷔 전을 치렀다.

## 국가대표팀 경력
라피아는 17세 이하와 18세 이하 프랑스를 대표했지만 튀니지 성인 국가대표로 결정했다. 2019년 9월 6일, 그는 모리타니와의 친선 경기에서 벤치에서 나와 성인 국가대표 데뷔 전을 치렀다.